# Richard E. Byrd
Richard Evelyn Byrd, (Winchester, 25 oktober 1888 – Boston, 11 maart 1957) was een Amerikaans ontdekkingsreiziger en admiraal, die vooral beroemd werd door zijn tochten naar de Noord- en Zuidpool.

## Biografie
Byrd werd in 1888 in de Amerikaanse staat Virginia geboren. Hij kwam uit een van de rijkste en machtigste families van die staat. De broer van Byrd was senator in Virginia. Ook voor Byrd leek roem in de toekomst te zijn weggelegd. Hij wilde carrière maken in de marine. Op twintigjarige leeftijd begon Byrd aan de opleiding en wilde gaan dienen op een marineschip. Een verbrijzelde enkel zorgde er echter voor dat hij deze ambitie in 1916 moest opgeven.
Hierna ambieerde Byrd een carrière als piloot. Hij was vooral geïnteresseerd in de technologie van vliegtuigen. Deze was nieuw,
want het vliegen stond nog in de kinderschoenen. Vanaf zijn jeugd was Byrd al nieuwsgierig naar de poolgebieden. Hij was
vastbesloten deze te gaan onderzoeken. Een begin was een vliegreis over Groenland in 1925, samen met Donald MacMillan. Dat was
natuurlijk niet zijn uiteindelijke doel.

## Poging om over de Noordpool te vliegen in 1926
Byrd financierde privé een expeditie naar Arctica, de Noordpool. Op 9 mei 1926 was het zover. Het vertrekpunt was Ny-Ålesund op Spitsbergen. Op negen mei vertrok Byrd samen met Floyd Bennett, die het vliegtuig bestuurde, voor een reis over de Noordpool. Hiermee schreven ze geschiedenis. Er was namelijk nog nooit iemand eerder over de Noordpool gevlogen. Byrd en Bennett werden bij terugkomst als helden onthaald en onderscheiden. Sindsdien wordt op basis van onderzoek aan de hand van hun logboeken betwijfeld dat ze werkelijk boven de Noordpool zijn geweest.

## Verdere avonturen

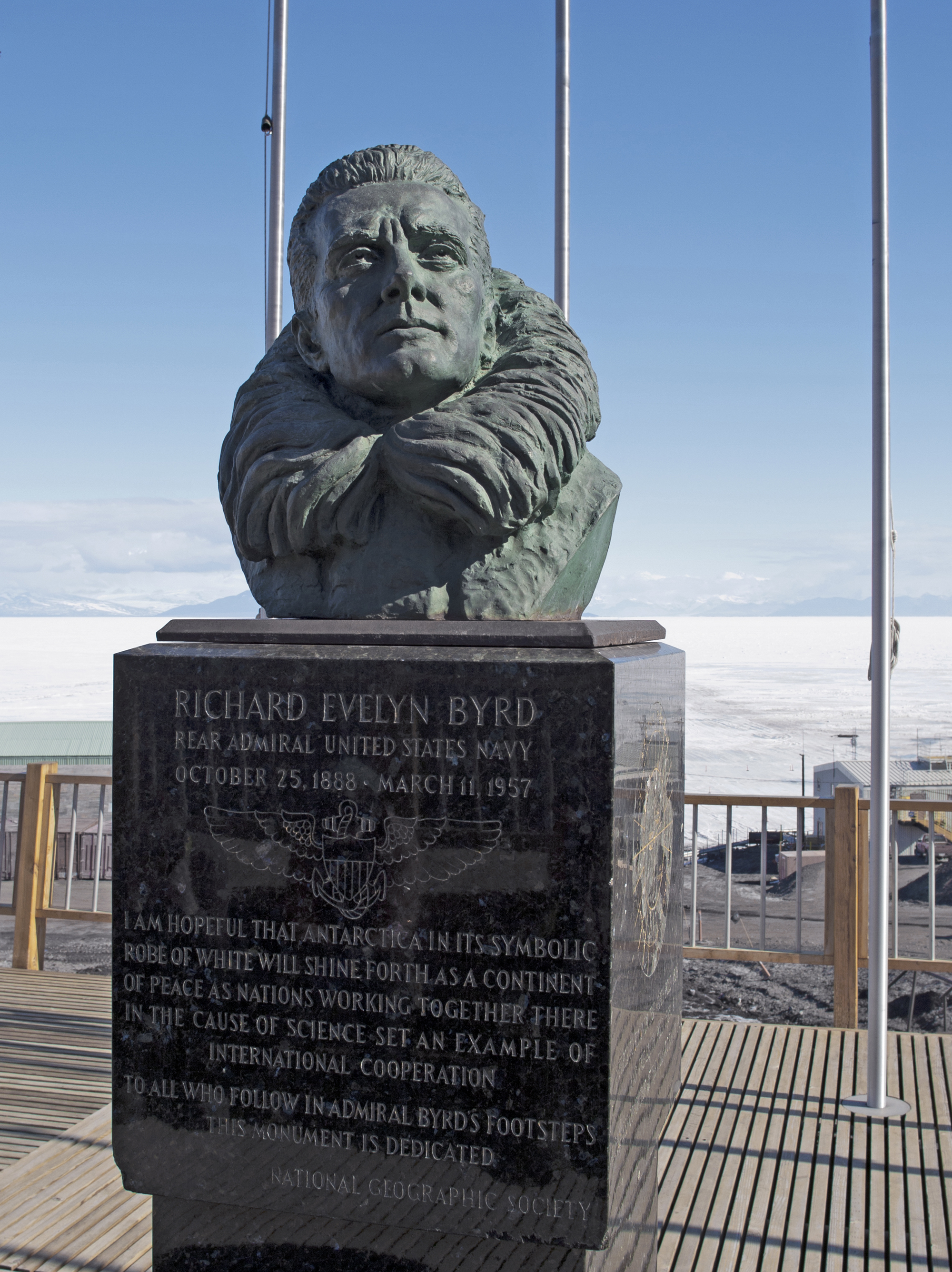
Gedenkbeeld voor Byrd op basis McMurdo

Byrd bleef niet echt op zijn lauweren rusten. Niet lang na zijn opmerkelijke tocht over de Noordpool, voltooide hij voor het eerst in de geschiedenis een vliegreis met een meermotorig vliegtuig over de Atlantische Oceaan. Hierna vond Byrd het tijd zijn blik te werpen op Antarctica, de Zuidpool. Hij zou in totaal vijf expedities naar het gebied ondernemen (1928-30 / 1933-35 / 1939-40 / 1946-47 / 1955-56). Door zijn eerder vergaarde roem was het geld voor deze tochten geen probleem meer.
Bij de eerste expeditie maakte hij op 28 en 29 november 1929 als eerste een vliegtocht over de Zuidpool. Later bouwde Byrd er een basis. Deze kreeg de naam Little America en bestond uit drie vliegtuigen, drie hondenteams, fotografen en radiotechnici. Deze hadden tot doel de Zuidpool te onderzoeken. Met de latere expedities heeft Byrd een grote bijdrage geleverd in de geografische ontdekking van dit gebied. Het gevolg hiervan was dat zijn land, de Verenigde Staten, het verkende gebied als haar eigendom kon opeisen.
De verdiensten in zijn lange carrière, van 1926 tot aan zijn dood in 1957, als ontdekkingsreiziger van de Noord- en Zuidpool waren groot. Dit bezorgde hem grote roem. Bovendien leefde Byrd, in tegenstelling tot vele andere ontdekkingsreizigers, in een tijd met moderne communicatiemiddelen. Hierdoor kreeg hij nog meer naamsbekendheid.